# Hautot-sur-Seine
Hautot-sur-Seine è un comune francese di 408 abitanti situato nel dipartimento della Senna Marittima nella regione della Normandia.

## Società

### Evoluzione demografica
Abitanti censiti